# Voltor
|  | Aquest article tracta sobre l'au rapinyaire. Vegeu-ne altres significats a «Voltor (grup musical)». |

Els voltors són aus de rapinya carronyaires, és a dir, que s'alimenten només d'animals morts (carronya). Es troben a tots els continents excepte Oceania i l'Antàrtida, i n'hi ha 23 espècies existents (incloent-hi els còndors). Una característica particular de molts voltors és el seu cap pelat, desproveït de plomatge: això és degut amb seguretat al fet que un cap amb plomes s'embrutaria amb sang i altres fluids en introduir-lo dins de les carcasses d'animals grossos i seria difícil de mantenir-lo net. Per norma general, els voltors són aus de gran envergadura i, per aquesta raó, necessiten trobar bosses d'aire calent per elevar-se. El seu vol és més aviat lent, i no baten molt les ales, sinó que típicament planen (és a dir, se sostenen enlaire amb les ales esteses, sense alabatre), fent voltes i més voltes. Tot sovint apareixen en petits grups.

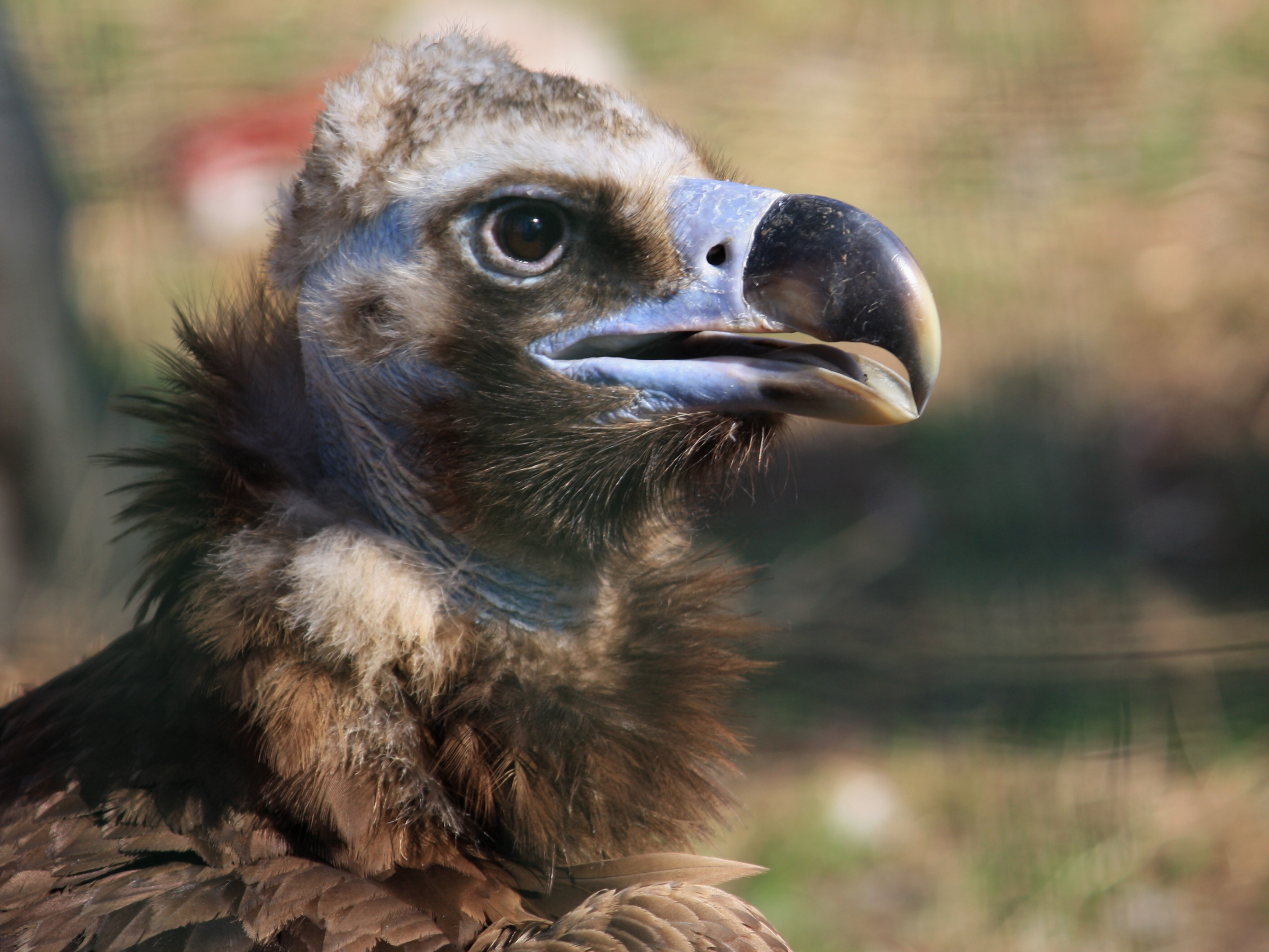
Cap de voltor negre, un voltor del Vell Món (família dels accipítrids).

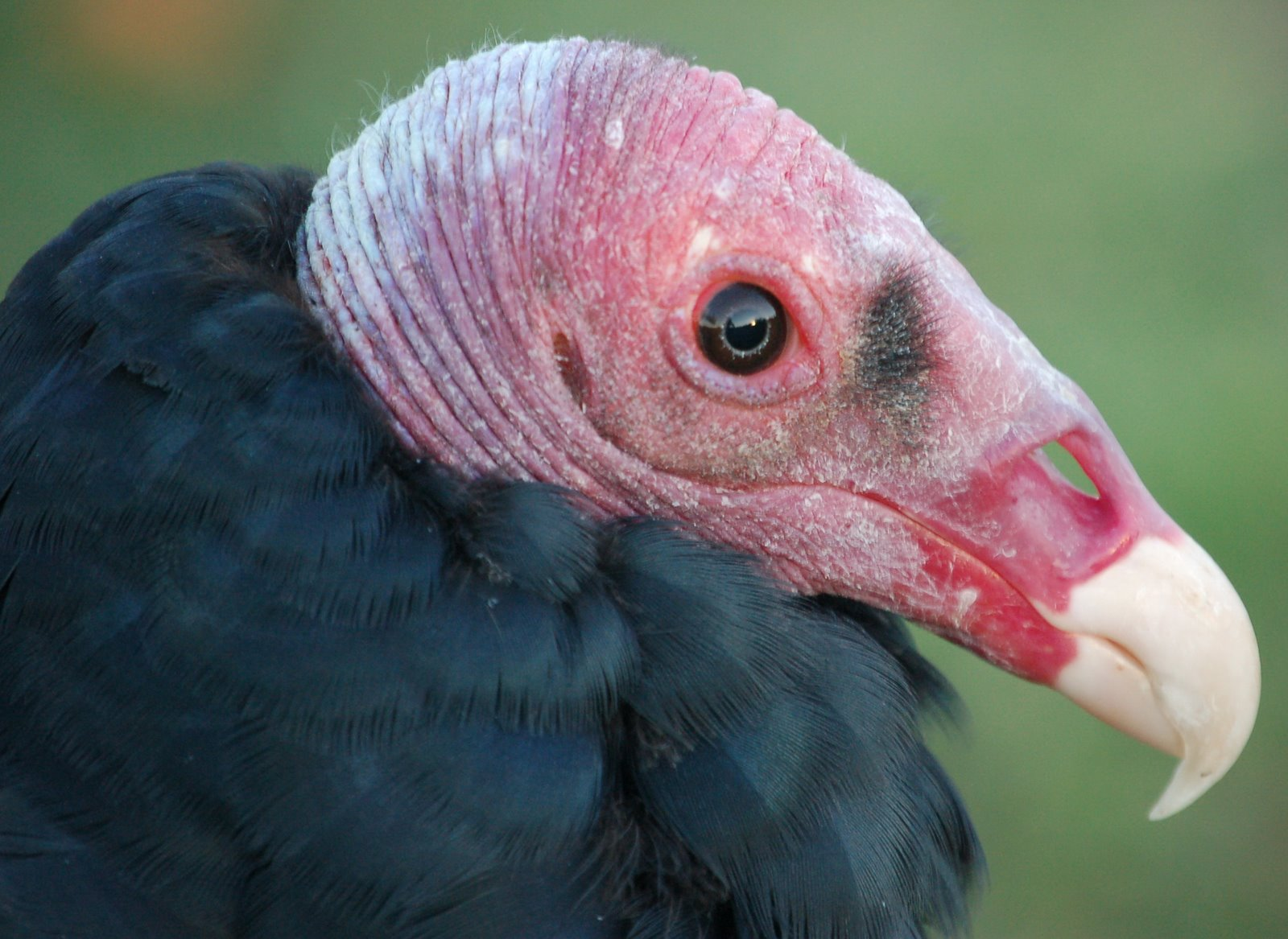
Cap d'aura, un voltor del Nou Món (família dels catàrtids).

Els voltors es classifiquen en dos grups:
- Els voltors del Vell Món pertanyen a la família dels accipítrids, la qual inclou també a les àguiles i als astors. Les 16 espècies existents d'aquest grup es troben a Àfrica, Àsia i Europa. Troben animals morts durant el vol principalment gràcies a la vista. Els voltors del Vell Món són ocells relativament gregaris, i és típic de veure'ls planant en petits grups.
- Els voltors del Nou Món, com els còndors, no estan emparentats amb la família dels accipítrids, sinó que pertanyen a la família dels catàrtids (que alguns autors classifiquen dins dels ciconiformes).[2] Posseeixen un bon sentit de l'olfacte, inusual en un rapinyaire. Es troben solament a Amèrica.

Les similituds entre ambdós grups són degudes a l'evolució convergent més que a una relació propera de procedència d'un avantpassat comú.

## El voltor a la cultura
El voltor és un animal associat a la mort, perquè sobrevola els cadàvers en descomposició. Per això es considera una au de mala sort, o dit d'una altra manera, un ocell de mal averany, i apareix en pel·lícules i jocs com avís de desgràcia. A l'antic Egipte, en canvi, era un dels símbols de l'amor, ja que el voltor acostuma a volar en parella (mare i cria).